# Peering
Peering é um esforço colaborativo, seja de pessoas ou organizações, onde cada parte contribui voluntariamente e de forma aberta para a formação de determinado conteúdo. Essa definição é mais adequada para sua utilização no tráfego de dados na internet, significando uma interconexão onde as partes envolvidas não necessitam de um acordo explícito.

## Conceitos
O autor Don Tapscott, em sua obra Wikinomics, discorre sobre o peering como ferramenta fundamental da Web 2.0, onde o colaboracionismo é sua característica principal. As transformações que a internet sofreu ao longo dos anos, resultando no barateamento e nas inovações de sua infraestrutura, correspondem ao surgimento de estruturas colaborativas de baixo custo, como a telefonia via internet, softwares de código aberto e plataformas globais de terceirização.

## Colaboradores
Uma das características mais intrigantes do peering é entender a motivação que leva milhões de indivíduos a investirem seu tempo em ações que não reverterão benefícios tangíveis a eles, uma vez que esses não recebem qualquer recompensa financeira.
Clay Shirky afirma que podemos entender esse fenômeno como resultado do tempo livre que as tecnologias atuais, tais como as novas ferramentas de compartilhamento online, disponibilizam a seus usuários. Eles demonstram sua valorização por essa conexão; e compartilham como uma maneira de satisfazerem suas necessidades de pertencerem a essas comunidades virtuais.